# Gästre
Gästre is een plaats in de gemeente Enköping in het landschap Uppland en de provincie Uppsala län in Zweden. De plaats heeft 61 inwoners (2005) en een oppervlakte van 14 hectare.